# Rangi i Papa
Rangi i Papa són els noms dels déus primordials de la mitologia maori que representen el cel i la terra i que engendren la totalitat d'allò existent. Altres noms alternatius són Raki o Ranginiu per al cel i Papuatuanuku per a la mare terra. En la seva còpula inicial estaven tant estretament entrellaçats que no hi havia espai per a res més, inclosa la llum que anhelaven els fills presoners de la seva abraçada. Per això la creació consisteix a separar-los de manera que pugui aparèixer el món i poblar-se de criatures, un acte que duen a terme els seus fills de manera violenta. La pluja són les llàgrimes de Rangi per no poder abastar la seva estimada i la boira o les tremolors del sòl són la resposta de l'esposa que pateix.
La separació d'elements primordials és una de les variants comunes dels mites de creació, com per exemple la separació de les aigües superiors (cel) i inferiors (mars) a la creació segons el Gènesi. El fet d'haver de matar els pares divins també és un mitema recurrent, com el mite de successions expressat a la Teogonia d'Hesíode, on els titans, també empresonats dins Gea o la mare terra, han de revoltar-se amb violència contra Urà o el cel per poder regnar.